# Komandosi (serial telewizyjny)
Komandosi (tytuł oryg. Ultimate Force) – angielski serial sensacyjno-wojenny z 2002 roku. Gwiazdą serialu jest znany brytyjski aktor Ross Kemp (EastEnders).

## Opis fabuły
Sierżant Henno Garvie jest charyzmatycznym dowódcą grupy doskonale wyszkolonych komandosów, którzy biorą udział w najbardziej niebezpiecznych akcjach podczas konfliktów zbrojnych na całym świecie. Zgodnie z dewizą oddziałów SAS, wygrywają tylko ci, którzy podejmują wyzwanie.